# Sixième circonscription de la préfecture de Niigata
La sixième circonscription de la préfecture de Niigata (新潟県第6区, Niigata-ken dai-roku-ku) est une ancienne circonscription législative de la préfecture de Niigata au Japon.

## Description géographique
Entre 1994 et 2013, la sixième circonscription de la préfecture de Niigata regroupait les villes de Jōetsu, Tōkamachi, Itoigawa et Arai et les districts de Nakauonuma, Higashikubiki (ja), Nakakubiki (ja) et Nishikubiki (ja).
Entre 2013 et 2022, elle comprenait les villes de Tōkamachi, Itoigawa, Myōkō et Jōetsu et le district de Nakauonuma.

## Députés
| Législature | Début de mandat | Fin de mandat | Député élu            | Parti politique | Parti politique |
| ----------- | --------------- | ------------- | --------------------- | --------------- | --------------- |
| 41e         | 1996            | 2000          | Osamu Takatori (ja)   |                 | PLD             |
| 42e         | 2000            | 2003          | Nobutaka Tsutsui (ja) |                 | PDJ             |
| 43e         | 2003            | 2005          | Nobutaka Tsutsui (ja) |                 | PDJ             |
| 44e         | 2005            | 2009          | Nobutaka Tsutsui (ja) |                 | PDJ             |
| 45e         | 2009            | 2012          | Nobutaka Tsutsui (ja) |                 | PDJ             |
| 46e         | 2012            | 2014          | Shūichi Takatori (ja) |                 | PLD             |
| 47e         | 2014            | 2017          | Shūichi Takatori (ja) |                 | PLD             |
| 48e         | 2017            | 2021          | Shūichi Takatori (ja) |                 | PLD             |
| 49e         | 2021            | 2024          | Mamoru Umetani (ja)   |                 | PDC             |